# 45 (getal)
45 is het natuurlijke getal volgend op 44 en voorafgaand aan 46.

## In de wiskunde
Vijfenveertig is een driehoeksgetal, een hexagonaal en 16-gonaal getal, een Kaprekargetal en een Harshadgetal.

## In natuurwetenschap
45 is
- Het atoomnummer van het scheikundig element rodium (Rh).

## In het Nederlands
Vijfenveertig is een hoofdtelwoord.

## Overig
Vijfenveertig is ook:
- Het totale aantal boeken in het Oude Testament van de Bijbel in de Katholieke versie.
- Bij grammofoonplaten, is 45 het toerental in omwentelingen per minuut. Deze plaatjes bevatten doorgaans slechts één muzieknummer per kant waardoor ze singles zijn genoemd.
- Het kaliber (in honderdsten inch) van sommige handvuurwapens.
- Het landnummer voor internationale telefoongesprekken naar Denemarken.
- De som van de getallen in een blok, rij en kolom in een sudokupuzzel.
- Het jaar A.D. 45 en 1945.